# Elecciones federales de Canadá de 1949
Las elecciones federales canadienses de 1949 se celebraron el 27 de junio para elegir a los miembros de la Cámara de los Comunes del Canadá del 21.º Parlamento de Canadá. Fue la primera elección en Canadá en casi treinta años en la que el Partido Liberal de Canadá no fue dirigido por William Lyon Mackenzie King. King se había retirado en 1948, y fue reemplazado como líder liberal y primer ministro Louis St. Laurent. También fue la primera elección federal con voto en Terranova, que se unió a Canadá en marzo de ese año, y las primeras elecciones desde 1904 en las que se otorgó representación a las partes de los Territorios del Noroeste. El Partido Liberal fue reelegido con su cuarto gobierno consecutivo, ganando un poco menos del 50% de los votos. Esta victoria fue la mayor mayoría en la historia de Canadá hasta ese momento y sigue siendo, por cualquier medida, la mayoría más grande jamás ganada por el Partido Liberal. A partir de 2017, sigue siendo el gobierno de la tercera mayor mayoría en la historia de Canadá.
El Partido Conservador Progresista, dirigido por el ex primer ministro de Ontario, George Drew, ganó poco terreno en estas elecciones.
Los partidos más pequeños, como la Federación Cooperativa socialdemócrata y el Crédito Social, un partido que abogaba por la reforma monetaria, perdieron apoyo ante los liberales y, en menor medida, ante los conservadores.